# Werner von Bercken
Werner Rudolf Alfred Fedor von Bercken (* 8. Februar 1897 in Oppeln; † 29. Februar 1976 in Röttgen) war ein deutscher Generalleutnant im Zweiten Weltkrieg.

## Leben

### Herkunft
Werner entstammt dem westfälischen Uradelsgeschlecht von Bercken. Er war ein Sohn des preußischen Generalmajors Rudolf von Bercken (1859–1920) und dessen Ehefrau Helene, geborene Fließ (* 1864).

### Militärkarriere
Zu Beginn des Ersten Weltkrieges kam er im Alter von 17 Jahren als Fähnrich in das Grenadier-Regiment „König Wilhelm I.“ (2. Westpreußisches) Nr. 7 und wurde dort am 2. Oktober zum Leutnant befördert. Bei den Kämpfen an der Westfront wurde Bercken am 16. März 1916 Opfer eines Gasangriffes und kam für drei Monate ins Lazarett. Im Laufe der ersten Kriegsjahre erhielt er beide Klassen des Eisernen Kreuzes. Im Oktober 1916 verlor er nach einem Kopfschuss fast sein ganzes Hörvermögen. Nach dem Krieg erfolgte seine Übernahme in die Reichswehr zunächst als Adjutant beim Infanterie-Regiment 12. Am 1. Oktober 1920 folgte seine Versetzung in das Infanterie-Regiment 8.
Am 1. März 1939 wurde er zum Oberstleutnant befördert und erwarb sich beim Überfall auf Polen als Bataillonsführer im Infanterie-Regiment 50 bei der Eroberung von Krone die Spange zum Eisernen Kreuz II. Klasse. Mitte Dezember 1939 wurde er in die Führerreserve versetzt und gleichzeitig als Lehrgangskommandeur zur Infanterieschule kommandiert. Mitte November 1940 wurde er zum Kommandant des Infanterie-Regiments 509 ernannt und beteiligte sich im Rahmen der 292. Infanterie-Division (Generalleutnant Dehmel) beim Überfall auf die Sowjetunion. Er nahm am Bug-Übergang bei Drohiczyn (22. Juni) teil und am weiterer Vorstoß seines Truppenteiles im Bereich des IX. und XX. Armeekorps, der nördlich von Roslawl auf Jelnja erfolgte. Am 1. Dezember 1941 wurde er in Führerreserve versetzt. 
Ende Januar 1942 wurde er zum Kommandeur des Infanterie-Regiments 84 ernannt und Anfang Februar zum Oberst befördert. Im Sommer 1942 zunächst wieder in Reserve versetzt und zum Lehrkurs für Divisionsführer nach Döberitz kommandiert. Als Nachfolger von Generalleutnant Hitzfeld wurde er am 10. November 1943 mit der Führung der 102. Infanterie-Division beauftragt und am 1. August 1944 mit der Beförderung zum Generalmajor zum Kommandeur dieses Großverbandes ernannt. Er kommandierte seine Division bei den Kämpfen bei Nowgorod und beim Rückzug entlang des Flusses Narew. Bercken erhielt am 1. Juni 1944 das Deutsche Kreuz in Gold, wurde am 1. August 1944 zum Generalleutnant befördert und am 23. Oktober mit dem Ritterkreuz des Eisernen Kreuzes ausgezeichnet. Bei Kriegsende wurde er als Kommandeur der 558. Volksgrenadier-Division (vom 5. April 1945 an) im Kessel von Heiligenbeil am 28. April 1945 von den sowjetischen Truppen an der Frischen Nehrung gefangen genommen und verblieb bis 10. Oktober 1955 in Kriegsgefangenschaft.

### Familie
Bercken war mit Asta von Massenbach (1907–1992), einer Tochter von Bernhard Ernst Sylvius von und zu Massenbach und der Clara Heinrichs verheiratet.